# I Centristi - Il Nuovo Centro
I Centristi (in francese Les centristes, LC), denominato I Centristi - Il Nuovo Centro (Les Centristes - Le Nouveau Centre) dal 2018, sono un partito politico francese di centro-destra fondato nel maggio 2007; inizialmente noto come Partito Social Liberale Europeo (Parti social libéral européen), è stato successivamente ribattezzato Il Nuovo Centro (Le Nouveau Centre, NC), fino ad assumere, nel 2018, l'attuale denominazione.
Il partito fu fondato su iniziativa di alcuni dissidenti dell'Unione per la Democrazia Francese contrari alla creazione del partito centrista denominato Movimento Democratico: Nuovo Centro rimase così alleato all'UMP ed entrò nella maggioranza del presidente Nicolas Sarkozy; il MoDem respinse invece l'alleanza col centro-destra.
Il 18 settembre 2012 ha deciso di aderire all'Unione dei Democratici e degli Indipendenti di Jean-Louis Borloo.

## Storia

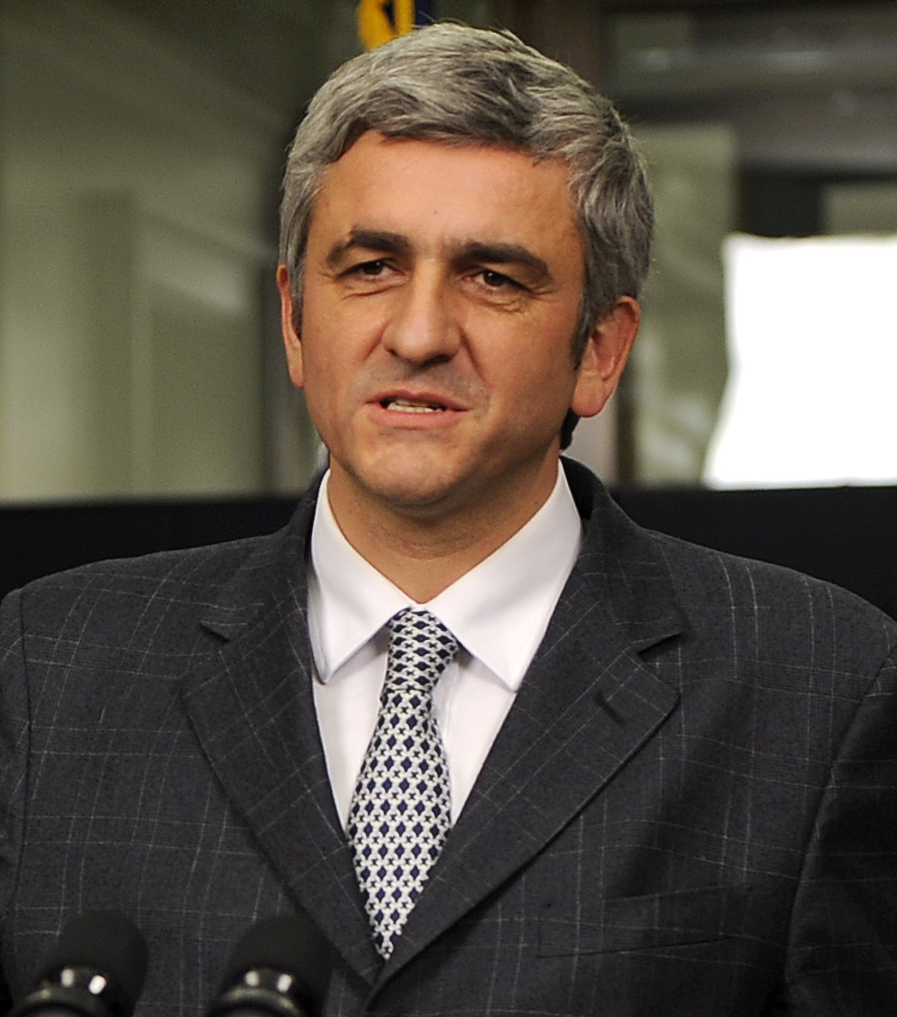
Hervé Morin, presidente del Nuovo Centro

La nascita del partito fu annunciata il 29 maggio del 2007, mentre il congresso fondativo fu celebrato tra il 16 e il 17 maggio 2008 a Nîmes.
Alle elezioni legislative in Francia del 2007 il partito elesse 20 deputati (di cui 17 candidati del PSLE) nell'ambito del cartello Maggioranza presidenziale (uno fu invece eletto in DVD); all'Assemblea nazionale essi formarono il gruppo Nuovo Centro, insieme a 3 deputati apparentati (due eletti anch'essi in Maggioranza presidenziale; uno, Abdoulatifou Aly, eletto sotto la sigla divers, lasciò successivamente il gruppo).
Tre esponenti del partito centrista hanno fatto parte del Governo Fillon II: Hervé Morin al ministero della difesa; Christian Blanc come segretario di stato presso il Primo ministro, con l'incarico dello sviluppo della regione capitale; Valérie Létard come segretario di stato presso il ministro dell'ecologia, dello sviluppo permanente e del mare.
Alle elezioni europee francesi del 2009 il Nuovo Centro ha eletto 3 europarlamentari tra le file dell'UMP.
Il Nuovo Centro è membro come partito alleato dell'UMP della Commissione di Coordinamento per la Maggioranza Presidenziale.
Nella primavera del 2011 NC ha aderito all'Alleanza Repubblicana, Ecologista e Sociale.
In occasione delle elezioni legislative del 2012 sono eletti con NCE 12 deputati.

## Valori
I valori del Nuovo Centro sono libertà, equità ed Europa.
Il partito supporta l'idea di un'economia sociale di mercato, una via di mezzo tra socialismo e liberismo, da conciliare con liberalismo e solidarietà, e soprattutto con riguardo al welfare. Come erede dei partiti centristi francesi è un partito europeista, favorevole all'idea di federalismo europeo.
È in stretto rapporto con i partiti di centro e democristiani europei ed in particolare con la Democrazia Cristiana di Giuseppe Pizza, già Sottosegretario di stato all'Istruzione, Università e Ricerca.

## Risultati elettorali

### Assemblea nazionale
|      | Voti 1º turno | % 1º turno | Voti 2º turno | % 2º turno | Seggi |
| 2007 | 616 440       | 2,37%      | 433.057       | 2,12%      | 22    |

### Parlamento europeo
|                         | Voti | % | Seggi |
| 2009 (Lista UMP-NC-LGM) | /    | / | 3     |